# آرثر هوارد (لاعب كريكت)
آرثر هوارد (27 يوليو 1882 - 5 أغسطس 1946 بليستر في المملكة المتحدة) (بالإنجليزية: Arthur Howard)‏ هو لاعب كريكت بريطاني (وحمل سابقاً جنسية المملكة المتحدة لبريطانيا العظمى وأيرلندا).